# Episodi di FBI (quarta stagione)
La quarta stagione della serie televisiva FBI, composta inizialmente da 22 episodi (poi ridotta a 21), è stata trasmessa in prima visione assoluta negli Stati Uniti d'America da CBS dal 21 settembre 2021 al 17 maggio 2022 (senza trasmettere il finale di stagione in segno di rispetto al Massacro al Robb Elementary School avvenuto a Uvalde, in Texas, il 24 maggio 2022, giorno in cui doveva andare in onda il finale di stagione, che però è stato recuperato il 4 ottobre successivo come terzo episodio della 5 stagione).
In Italia la stagione è stata trasmessa in prima visione assoluta da Rai 2 dall'8 gennaio 2022 al 18 febbraio 2023. Gli episodi cinque e sei sono stati invertiti nella trasmissione rispetto alla versione originale.
| n° | Titolo originale    | Titolo italiano        | Prima TV USA      | Prima TV Italia  |
| -- | ------------------- | ---------------------- | ----------------- | ---------------- |
| 1  | All That Glitters   | Tutto quel che luccica | 21 settembre 2021 | 8 gennaio 2022   |
| 2  | Hacktivist          | Hacktivista            | 28 settembre 2021 | 15 gennaio 2022  |
| 3  | Trauma              | Veterani               | 5 ottobre 2021    | 22 gennaio 2022  |
| 4  | Know Thyself        | Conosci te stesso      | 12 ottobre 2021   | 29 gennaio 2022  |
| 5  | Charlotte's Web     | Nella rete             | 2 novembre 2021   | 19 febbraio 2022 |
| 6  | Allegiance          | Fedeltà                | 9 novembre 2021   | 12 febbraio 2022 |
| 7  | Gone Baby Gone      | La bambina scomparsa   | 16 novembre 2021  | 5 marzo 2022     |
| 8  | Fire and Rain       | Fuoco e pioggia        | 7 dicembre 2021   | 12 marzo 2022    |
| 9  | Unfinished Business | Un conto in sospeso    | 14 dicembre 2021  | 19 marzo 2022    |
| 10 | Fostered            | Adottato               | 4 gennaio 2022    | 26 marzo 2022    |
| 11 | Grief               | Un dolore              | 11 gennaio 2022   | 2 aprile 2022    |
| 12 | Under Pressure      | Sotto pressione        | 1º febbraio 2022  | 9 aprile 2022    |
| 13 | Pride and Prejudice | Orgoglio e pregiudizio | 22 febbraio 2022  | 23 aprile 2022   |
| 14 | Ambitious           | Ambizione              | 8 marzo 2022      | 30 aprile 2022   |
| 15 | Scar Tissue         | Cicatrici              | 22 marzo 2022     | 7 maggio 2022    |
| 16 | Protective Details  | Vittime del sistema    | 29 marzo 2022     | 14 maggio 2022   |
| 17 | One Night Stand     | La storia di una notte | 12 aprile 2022    | 21 maggio 2022   |
| 18 | Fear Nothing        | Niente paura!          | 19 aprile 2022    | 21 gennaio 2023  |
| 19 | Face Off            | Giù la maschera        | 26 aprile 2022    | 28 gennaio 2023  |
| 20 | Ghost from the Past | Fantasmi               | 10 maggio 2022    | 4 febbraio 2023  |
| 21 | Kayla               | Kayla                  | 17 maggio 2022    | 18 febbraio 2023 |

## Tutto quel che luccica
- Titolo originale: All That Glitters
- Diretto da: Alex Chapple
- Scritto da: Rick Eid e Dick Wolf

### Trama
Un uomo viene assassinato a Budapest e l'omicida commette un altro crimine a New York dove spara a una donna, Nicole Wyatt. L'FBI scopre che Wyatt era coinvolta nel giro di traffico sessuale di minorenni molto richiesto da ricchi della città. La ragazza con cui era prima di essere uccisa, Julia Walcott, viene segnalata come scomparsa. Quando rintracciano la ragazza viene rapita. Riescono a rintracciarla nuovamente ma la ragazza muore sull'ambulanza tra le mani di Omar che è amareggiato. L'FBI la cerca perché teme possa essere un obbiettivo dell'assassino. Kenny Crosby della squadra Most Wanted si unisce a Bell e Zidan per arrestare il rapitore ovvero l'ex veterano Curt Williams. Quando gli agenti vanno nel luogo dove si è nascosto, ne scaturisce una fuga e Williams, messo alle strette, spara a Crosby. Quest'ultimo è gravemente ferito. LaCroix, capo di Crosby, va su tutte le furie con Maggie a causa dell'accaduto al suo uomo. Williams, arrestato e interrogato, identifica in Nathan Tate il mandante degli omicidi. Infatti racconta che a ogni uccisione riceverà centomila dollari in Bitcoin. La squadra dell'FBI si reca presso l'ufficio di Tate per arrestarlo. Gli agenti sentono un colpo di pistola e vedono Tate cadere dal grattacielo e schiantarsi a terra.
- Guest star: Vedette Lim (Elise Taylor), Taylor Anthony Miller (Kelly Moran), Roshawn Franklin (Agent Hobbs), Julian McMahon (agente speciale Jess LaCroix), Kellan Lutz (agente speciale Kenny Crosby), Elias Toufexis (Curt Williams), Christa Wennerstrom (Julia Walcott), Gia Crovatin (Fiona Grant), Oded Fehr (Colin Kane), Emma Ishta (Nicole Wick), Michael Quinlan (Nathan Tate), Tony Crane (Mickey Doak), Annemarie Lawless (Andrea Walcott), Gianna Harris (Sophie), Colin Anderson (Trevor), Hyunmin Rhee (EMT One), Chanel Carroll (FPS Det. Hollins), Mark Vincent (Wealthy Man).
- Nota. Questo episodio inizia un crossover che continua nel primo episodio della terza stagione di FBI: Most Wanted e si conclude con l'episodio pilota di FBI: International.
- Ascolti USA: 7 120 000 telespettatori[2]
- Ascolti Italia: 1 170 000 telespettatori – share 4,70%[3]

## Hacktivista
- Titolo originale: Hacktivist
- Diretto da: Jean de Segonzac
- Scritto da: Claire Demorest

### Trama
Il New York Children's Hospital è in blackout dopo aver subito un attacco informatico. Anche il figlio di Jubal, Tyler, è in cura lì. L'FBI riceve l'insolita richiesta del pirata informatico per fermare l'attacco hacker, e cioè: rintracciare un presunto serial killer che ha ucciso pazienti recentemente dimessi da un ospedale psichiatrico. Fermano un uomo, Jason Cooke, che in cambio di ventimila dollari ha piazzato il malware che ha fatto partire l'attacco anche in altri sei ospedali. Attraverso le indagini sui pazienti psichiatrici, individuano l'hacker in Lydia Ryan, esperta informatica affetta da disturbo bipolare, che ha denunciato la morte della sua coinquilina e dei suoi amici senza ottenere giustizia. Si rifiuta di revocare l'attacco nonostante Jubal le abbia detto di suo figlio, che ha necessità di subire un'operazione d'urgenza per evitare la rottura della milza che comprometterebbe il suo percorso di lotta alla leucemia. Successivamente individuano il presunto assassino in John Maguire (nato Mullen), l'assistente segretario dell'ospedale psichiatrico. Wallace e Scola gli impediscono di uccidere un altro sospettato dimesso di recente e l'FBI lo circonda in un magazzino. Fatta irruzione Wallace si ritova in difficoltà rischiando di morire ma Scola uccide Maguire. Inizialmente Ryan li accusa di manipolazione e crede che non abbiano fermato l'uomo giusto, poi Maggie la convince citando la riabilitazione di sua sorella. Tyler si sottopone all'intervento chirurgico con successo grazie al ripristino della corrente elettrica in ospedale.
- Guest star: Bess Rous (Lydia Ryan), Ari Wilford (Jason Cook), Jessica Angelskhan (dottore Phillips), Frank Boyd (John Maguire), Christopher Patrick Mullen (dott. Martin Pierce), Kathleen Mary Carthy (Sue Morgan), Lisa Gorlitsky (Carolyn), Chris Russell (detective Banks), Philip Martin Reid (Greg), Logan Riley Bruner (Peter Bryson), Desiree Rodriguez (infermiera), Jennifer Laine Williams (mamma), Anthoula Katsimatides (NSA Rep).
- Ascolti USA: 7 370 000 telespettatori[4]
- Ascolti Italia: 1 067 000 telespettatori – share 4,30%[5]

## Veterani
- Titolo originale: Trauma
- Diretto da: Alex Chapple
- Scritto da: Joe Webb

### Trama
Una bomba esplode al tribunale federale, dopo essere stata piazzata nella tasca posteriore di una borsa appartenente a Evan Rose, figlio di Stacy Rose, un'assistente procuratore. Purtroppo Stacy muore a causa dell'esplosione. Le telecamere di sorveglianza di un negozio di ciambelle aiutano l'FBI a identificare il sospettato per via del tridente tatuato sul suo braccio e della sua zoppia. Il suo nome è Ryan Davis, veterano ed ex tenente congedato. Presso la sua abitazione si scatena una sparatoria tra lui e L'FBI. Viene arrestato e si rifiuta di parlare con la squadra. Ma il suo viso si illumina quando Maggie nomina Trey Dawkins. Ulteriori controlli sui precedenti e sulle finanze portano l'FBI a indagare su un club di veterani: il Garrison Lounge, che è attenzionato dall'ATF per via di un traffico di armi. Omar scorre la lista dell'ATF e nota il nome di un suo vecchio amico Chris Zapata (lui e Omar erano insieme nel 75º reggimento) e decide di incontrarlo per avere informazioni. L'FBI fa visita a Nick Hawthorne, il proprietario del club, presso il suo appartamento ma non trovano nulla. Isobel chiede a Omar di usare il suo amico veterano come informatore facendolo entrare nel club con una telecamera, e in cambio farà cadere le accuse di detenzione abusiva di armi. Zapata entra nel club, visita un'area riservata e viene picchiato e buttato fuori dal bar. Tutto questo l'ha fatto per ottenere le immagini dei veterani che si riuniscono lì. Il riconoscimento facciale li conduce al creatore della bomba Victor Maxwell. Fatta irruzione presso il motel dove si nasconde, Maxwell vuole farsi saltare in aria ma Scola e Wallace lo convincono a rinunciare. Anche lui viene arrestato. Purtroppo non collabora ma l'FBI scopre che un'altra bomba sta per esplodere. Scola e Wallace interrogano i vicini di Maxwell e una donna li informa di un uomo che era venuto a fargli visita e gli fornisce il modello di auto. I due riescono a intercettare Josh Taylor, colui che deve piazzare la bomba. Scola e Wallace riescono a fermarlo ma la bomba esplode non creando danni a persone o cose. Zapata è furioso per il fatto che non ci fossero prove sufficienti per arrestare il proprietario del club Nick Hawthorne. Così torna al club e prende Hawthorne in ostaggio. Zapata spara e uccide Hawthorne mentre tenta di disarmarlo. A questo punto viene anche lui arrestato.
- Guest star: Cleveland Berto (Chris Zapata), Greg Perrow (Nick Hawthorne), Neil Hoover (Ryan Davis), Robbie Tann (Victor Maxwell), Melinda Tanner (Marlene Bosh), Lauren Sowa (Stacy Rose), Axel Newville (Evan Rose), Adan Olmeda (Bill), Jose Soto (Frank), Cliff Samara (Vijay), Chris Chirdon (agente ATF), Sarah Boatright (agente ATF), Christopher Parker (veterano), Brett Bartholomew (Josh Taylor).
- Ascolti USA: 6 710 000 telespettatori[6]
- Ascolti Italia: 1 121 000 telespettatori – share 4,60%[7]

## Conosci te stesso
- Titolo originale: Know Thyself
- Diretto da: Tim Busfield
- Scritto da: Joe Halpin e Jen Frosch

### Trama
L'omicidio e la successiva scoperta di Rob Holden, porta l'FBI a rintracciare un serial killer che sfoga la sua sessualità repressa uccidendo giovani senzatetto neri che si prostituiscono o vendono droga. L'FBI scopre che ha commesso una carneficina durante le ultime due settimane e che seppellisce i cadaveri nel parco di New York usando un furgone blu per il trasporto. Proprio il furgone viene trovato abbandonato con una pala all'interno che cercano di capire dove sia stata acquistata. Un'ambulante indica un magazzino abbandonato dove ha visto entrare il guidatore del furgone. Scola e Wallace fanno irruzione e arrestano diversi senzatetto. Dai filmati di un pub vedono Holden parlare con Greg Robinson, il buttafuori. Robinson viene ascoltato ma non ottengono indizi. Terrence, cugino di Wallace, oltre a essere un predicatore della chiesa di zona, aiuta diversi senzatetto e dà all'FBI il nome di Isaac Jones. Arrestato viene rapidamente escluso come sospettato ma indica una vittima che è fuggita all'assassino ovvero Phillip "Crabtree" Johnson. Sentito da Scola e Wallace racconta che il furgone blu, di proprietà della chiesa di Terrence, è stato utilizzato per rapirlo, e pensa sia stato il predicatore della chiesa. In seguito trovano Jones morto per mano dell'assassino. Scola scopre che Terrence era al club in cui si trovava Holden prima di essere ucciso, e cosi diventa il principale sospettato. Interrogato da Bell e Zidane, mente dicendo di non essere stato in quel club e di aver parlato con Holden. Dopo aver bloccato la registrazione, Tiffany scopre che Terrence sospetta di essere gay, motivo per cui è andato al club. Tuttavia Tiffany, che non può operare sul caso per via del coinvolgimento del cugino, trova le immagini di Greg Robinson, il buttafuori del club, che acquista la pala che l'FBI ha rinvenuto all'interno del furgone. Inoltre il cellulare è stato agganciato da una cella vicino al parco dove erano nascosti i cadaveri delle vittime. Seguendo gli indizi, trovano il luogo in cui si trova Robinson che è a caccia di un'altra vittima. Scola scopre un ragazzo gravemente ferito che muore qualche minuto dopo, mentre Robinson arriva e tenta di ucciderlo, ma viene ucciso da Wallace. Castillo le dà un avvertimento per aver preso parte a un'indagine con un conflitto di interessi. Terrence viene arrestato da Wallace per aver mentito all'FBI. Scola e Wallace decidono di parlare di più e di essere più aperti nella loro collaborazione.
- Guest star: James Roch (Terrence), Chaundre Hall-Broomfield (Greg Robinson), Patrick Byas (Isaac Jones), Darius Wright (Rob Holden), William Franke (sergente Mitchell), Joe Giorgio (detective Beck), Amanda Bruton (Cart Owner), Marcus Gladney Jr. (Phillip "Crabtree" Johnson), Jerome Harmann-Hardeman (zio Gary), Darius Aushay (vittima), Gina Naomi Baez (agente NYPD).
- Ascolti USA: 6 750 000 telespettatori[8]
- Ascolti Italia: 1 173 000 telespettatori – share 4,80%[9]

## Nella rete
- Titolo originale: Charlotte's Web
- Diretto da: Yangzom Brauen
- Scritto da: Claire Demorest e Heather Michaels

### Trama
Charlotte Kincade viene rapita dalla sua casa in Greenwich mentre suo marito, Alex, è a Newport. Mentre l'ufficio dell'FBI di New York esamina il caso, scoprono rapidamente che Alex non è stato onesto sul fatto che il suo viaggio a Newport fosse legato agli affari e che ha incontrato Jamie Barker, la donna con la quale ha avuto una relazione extraconiugale. Esaminando gli ultimi movimenti di Charlotte, scoprono dal video di un bancomat che è stata inseguita da un uomo. Quest'ultimo è rintracciato presso un sexy club frequentato anche da Charlotte dove si sono conosciuti. L'uomo di nome Grant King, rivela che l'inseguimento è stata una mera esperienza di fantasia denominata "caccia", e Charlotte si era presentata sotto il falso nome di Astrid e aveva affittato un appartamento a Riversade. L'FBI chiede ad Alex informazioni su quanto scoperto, ma anche lui rimane basito visto che non ne era a conoscenza. Da ulteriori indagini, l'FBI scopre che l'aggressore usa l'abitazione di Brenda Mason, una donna che è stata nel suo mirino e che la squadra ritrova morta nel frigorifero della sua abitazione. Grazie a un video della palestra dove Brenda si allenava, identificano il sospettato in Andrew Frazier. Rintracciato, Frazier fugge mentre Scola e Wallace tentano di catturarlo. La squadra scopre anche una casa con stanze appositamente decorate per ricordare il momento più bello che le vittime hanno vissuto. Con l'aiuto di Alex, la squadra rintraccia Frazier in una locanda che Alex e Charlotte hanno visitato quando dovevano prendere una decisione importante sul loro futuro e dove lui ha chiesto a lei di sposarlo. Omar convince Frazier a rilasciare Charlotte e riesce a disarmarlo. Nonostante il suggerimento di Mona di cambiare carriera, Omar rimane fermo nel lavorare per l'FBI e la loro relazione amorosa finisce.
- Guest star: David T. Patterson (Alex Kincade), Anni Krueger (Charlotte Kincade), Donovan E. Mitchell (Grant King), Lily Talevski (Jamie Barker), Cara Cooper (Eva Parsons), Myles Humphus (Carl), Greg Kaston (agente Dailey), Peter Hargrave (Andrew Frasier), Richard Nwaoko (buttafuori), Constantin Tripes (Shirtless Man), Nicole Ansari (Michelle Gerbier), Noelle Therese Mulligan (Stunt Brenda Mason), Natasha A. Murray (tecnico ERT).
- Ascolti USA: 6 990 000 telespettatori[10]
- Ascolti Italia: 1 030 000 telespettatori – share 4,50%[11]

## Fedeltà
- Titolo originale: Allegiance
- Diretto da: John Polson
- Scritto da: Keith Eisner

### Trama
James Gerrard, detective della polizia di New York del 27º distretto, viene colpito e ucciso fuori da un bar. L'FBI viene chiamata a indagare e scopre che era già stato preso di mira visto che qualcuno aveva sparato alla sua auto. L'ostilità del distretto crea complicazioni al lavoro della squadra. Poco dopo, Aaron Dane, un collega detective dello stesso distretto, viene colpito da un colpo di arma da fuoco, ma sopravvive. Un testimone rivela che il killer è un bianco. Dalle indagini, l'FBI parla con il criminale Rafael Alvarez poiché aveva accusato i due detective di aver rubato 200.000 dollari. Scola e Wallace parlano con Michelle Ruiz, la poliziotta che ha arrestato Alvarez. L'FBI arresta Alvarez che spiega di aver avvertito Gerrard e Dane che il denaro che hanno rubato appartiene a una famiglia criminale. Apprendono che un altro detective, Pat Rudinsky, è stato mandato in prigione dopo essere stato costretto a prendere $ 10.000 di detti soldi. Purtroppo muore in prigione. Da un video, risalgono al killer ovvero Ray Rudinsky, figlio del detective finito in prigione. Fanno irruzione in casa dove trovano soltanto la madre che racconta che il marito aveva detto la verità anche a suo figlio Ray, cioè che era stato incastrato e si era preso la condanna. La madre rivela anche che i due detective hanno versato soldi ogni settimana sul suo conto. Ray cosi inizia a fare fuori i membri della polizia che hanno mandato suo padre in prigione. L'FBI comprende che Ray vuole completare la sua vendetta. Così, Ray prende in ostaggio Wallace e l'agente Michelle Ruiz e chiede di vedere Dane. Tutti i detective del 27º e Dane arrivano sulla scena, ma vengono respinti dalla squadra. Dopo che Ruiz rivela la verità sul suo coinvolgimento nel caso di Pat, l'FBI prende d'assalto la residenza. Wallace e Ray hanno una colluttazione e parte un colpo di pistola che uccide Ray. Wallace in seguito decide di aprire un caso contro Ruiz e tutti i detective corrotti coinvolti nel caso.
- Guest star: Tristan Spohn (tiratore/Ray Rudinsky), Walter Belenky (detective Aaron Dane), Monica Rae Summers Gonzalez (agente Michelle Ruiz), James DuMont (detective Yancey), James Andrew O'Connor (detective Murphy), Joe Lanza (detective Bodie), Ed Gonzalez Moreno (Rafael Alvarez), Barbra Wengerd (Jan Rudinsky), Brian Distance (tenente John Franklin), Abby Royle (Sarah Gerrard), Reese Madigan (detective James Gerrard), Gabe Bowling (detective Walsh), Sal Rendino (detective Monroe), Shanna Bess (Jogger), Courtney Alana Ward (agente Jones), Eric Scott Ways (Trey), Mark Lainer (Norm Davis).
- Nota. Questo episodio fa riferimento al 27º distretto di polizia in cui è ambientata la serie Law & Order - I due volti della giustizia.
- Ascolti USA: 717 000 telespettatori[12]
- Ascolti Italia: 944 000 telespettatori – share 4,20%[13]

## La bambina scomparsa
- Titolo originale: Gone Baby Gone
- Diretto da: Eif Rivera
- Scritto da: Zach Calig

### Trama
Un uomo a volto coperto fa irruzione in un asilo nido e rapisce una bambina di nome Lucia Diaz. Maggie riceve la visita di Erin che è stata cacciata dal centro di disintossicazione perché ha avuto una ricaduta. I genitori della bambina Jenny e Hugo Diaz sembrano avere la fedina penale pulita. Jenny racconta che suo marito è un operaio edile e non sa dove si trovi ora. Pare anche che il rapitore non abbia fatto richiesta di riscatto. Tuttavia Jenny ruba dei gioielli a Olivia Robinson, una ex datrice di lavoro per cui faceva la tata, per consegnarli a Hugo per pagare il riscatto. Quando Jenny viene arrestata, Maggie e Omar la convincono a parlare e racconta di aver buttato la droga presa a debito che Hugo nascondeva in casa. Infatti lui è un tossicodipendente e a causa dei debiti diventa spacciatore. Si comprende che l'uomo mascherato è il leader locale della gang dei Latin Kings di Queensbridge, Ricky Moreno. Wallace e Scola trovano Hugo in un parco, drogato prima del suo incontro con Moreno. Ha un'overdose ma per fortuna gli agenti gli salvano la vita con il naloxone. Rivela anche il luogo dove avrebbe fatto lo scambio con Moreno. Collabora con l'FBI e indossa un microfono, ma mentre incontra Moreno, Maggie è distratta dalla chiamata del suo portiere che le rivela che Erin, sua sorella, ha un'overdose. Moreno si dà alla fuga dopo aver sparato a Hugo, che muore, e mentre fugge spara a un agente di polizia. Maggie e Wallace inseguono Moreno che però riesce a scomparire. Omar impone a Maggie di lasciare il caso in modo che possa prendersi cura di sua sorella. Un testimone racconta che Moreno ha perso il telefonino. Al quartier generale, l'FBI riesce a restringere l'area ma è ancora troppo vasta. Un sospetto interrogato in precedenza, Tito Velasquez, che ha lavorato per Moreno come vedetta per il rapimento di Lucia, viene convinto da Castillo a rivelare la posizione del fuggitivo. L'FBI fa irruzione nel sottoscala di un edificio dove vi sono dei magazzini, arresta Moreno e i suoi scagnozzi (tra cui due di loro uccisi dalla S.W.A.T.) mentre Omar trova e salva Lucia. Maggie decide di prendere le distanze da Erin mentre si sottopone a un secondo ciclo di riabilitazione.
- Guest star: Iliana Garcia (Jenny Diaz), Gil Perez-Abraham (Hugo Diaz), Sean Michael Gloria (uomo mascherato/Ricky Moreno), Daniel Alatorre (Tito Velasquez), Thursday Farrar (Kyra Matthews), Stephanie Janssen (Olivia Robinson), Barron B. Bass (Banger), Alyssa Abreu (Angela), Paul Gennaro (agente NYPD), Liisa Cohen (dottore), Krista Donargo (agente), Ryan Love (giocatore di basket), Kareem Tunstall (membro gang), Mala Wright (residente anziano), Devin Vega (residente adolescente), Ava Wrubel (Lucia Diaz).
- Ascolti USA: 7 610 000 telespettatori[14]
- Ascolti Italia: 967 000 telespettatori – share 4,40%[15]

## Fuoco e pioggia
- Titolo originale: Fire and Rain
- Diretto da: Sharat Raju
- Scritto da: Rick Eid

### Trama
Elliot Young, un ex veterano esperto in esplosivi, viene ucciso presso la sua casa. Si comprende che i colpi di pistola sono stati sparati in casa perché Young, gravemente ferito, ha strisciato per uscire di casa e chiedere aiuto prima di morire. L'FBI e la polizia di New York scoprono un laboratorio nascosto nel seminterrato, utilizzato per fabbricare bombe. L'auto usata per l'omicidio li conduce a Hannah Thompson, il cui fidanzato Alberto Villanueva, si rivela essere parte di un movimento terroristico rivoluzionario socialista venezuelano e il cui vero nome è Felix Ramos. Thompson racconta che il suo fidanzato si è presentato come un regista e ha intenzione di aprire un'azienda per poter girare un cortometraggio per trovare investitori. Thompson decide cosi d'investire e l'FBI la usa come collaboratrice. Thompson incontra l'amico di Felix un certo Ernesto, per consegnargli trentamila dollari da investire per la loro azienda cinematografica, purtroppo la situazione si complica quando Ernesto prende in ostaggio un passante e l'FBI è costretta a ucciderlo. La squadra ritenta cercando un nuovo appuntamento direttamente con Felix. Scola convince la Thompson a collaborare usando la sua storia passata come leva. Infatti entrambi hanno perso qualcuno nell'attentato dell'11 settembre. Riescono a ottenere un secondo incontro che mette la Thompson faccia a faccia con Carlos "The Jackal" Velez, un terrorista che tenta di costringerla a salire in macchina. Arrestato Carlos ammette l'esistenza di una bomba ma non la sua ubicazione. La squadra comprende che la bomba è posizionata nell'edificio dove lavora la Thompson. Usando i metadati dell'account Snapchat di Ramos, La squadra riesce a rintracciarlo in un vecchio edificio. Dopo una breve fuga viene arrestato. Per poter disinnescare la bomba, Scola usa il fratello di Ramos, Pablo, come stimolo per fargli rivelare il codice. Fortunatamente il piano ha successo e Scola disinnesca la bomba. Nonostante il metodo poco ortodosso Scola, grazie ai suoi capi, non subisce conseguenze sul lavoro. Successivamente, Wallace lo incoraggia ad andare avanti dal pensiero che suo fratello sia morto l'11 settembre, e alla fine decide di incontrare di nuovo la moglie di suo fratello.
- Guest star: Janel Moloney (Hannah Thompson), Diogo Martins (Felix Ramos), Ramon Fernandez (Carlos Velez), Brian Lucas (Pablo), Christian A. Guerrero (Ernesto), Liam James Daniels (Elliot Young), Lydiana Medellin (detective Maria Valdez), Danny Hilt (artificiere Hill), Joey Parsons (Audrey Scola), Sohina Sidhu (Naya Aswani), Brandon Castillo (agente NYPD), Erika Myers (capitano NYPD), Abigail Sanchez (ostaggio donna).
- Ascolti USA: 7 030 000 telespettatori[16]
- Ascolti Italia: 1 074 000 telespettatori – share 4,80%[17]

## Un conto in sospeso
- Titolo originale: Unfinished Business
- Diretto da: Alex Chapple
- Scritto da: Joe Halpin e J.F. Halpin

### Trama
Rina Trenholm viene colpita da un cecchino quando lei e Jubal stanno per andare al lavoro, le sue condizioni sono critiche. Attraverso il filmato di sorveglianza, Jubal e il team scoprono che un giorno, un uomo di nome Frank Castlewood l'ha seguita fino al lavoro. Dopo essere stato arrestato, rivela che il suo compito era quello di seguire Rina, fotografarla e annotare le abitudini. Castelwood propone un accordo per avere protezione in cambio del nome che viene rifiutato. Dalle indagini l'FBI comprende che è coinvolto anche Logan Winters, ex compagno di prigione di Castelwood. Entrambi lavorano per qualcuno più in alto. Dall'indagine si imbattono in un file secretato su Winters dell'agente ATF Sanchez. Nonostante le obiezioni, Sanchez dà alla squadra l'indirizzo dell'armeria di Bill McCain, collegato a Winters per i trascorsi militari in Afghanistan. Presso il negozio, trovano Winters che riesce a sfuggire all'FBI. Viene rintracciato in un'area desolata, qui Maggie viene colpita ma si salva grazie al giubbotto antiproiettile. Si comprende che a colpire Maggie è stato un dispositivo del tutto nuovo. Dall'analisi emerge che il dispositivo era concepito per colpire tutta la squadra dell'FBI. Castelwood aveva seguito tutti e non solo Rina. Isobelle gli offre un possibile sconto di pena che viene rifiutato perché sa che verrebbe ucciso. Cosi, inavvertitamente, le rivela che sia lui sia Winters lavorano per qualcun altro che temono. Jubal ottiene un mandato per perquisire il negozio di armi di proprietà di Bill McCain. Sanchez che era appostato di fuori va su tutte le furie visto che aveva chiesto alla squadra di non toccare l'armeria per non mettere a rischio il suo lavoro d'indagine di due anni. McCain, che si nascondeva in un rifugio sotto il pavimento, viene arrestato e rivela che Winters l'ha incaricato di costruire diverse scatole di armi automatiche con riconoscimento facciale integrato che avrebbero preso di mira tutti gli agenti dell'FBI coinvolti in un caso, inclusi Isobelle e Jubal. Racconta anche che Winters temeva il suo cliente visto che ha minacciato di uccidere i suoi due figli quando voleva tirarsi indietro perché non voleva uccidere agenti federali. Gli analisti dell'FBI scoprono che Winters quando era in carcere aveva una condotta esemplare prima di essere trasferito a lavare i pavimenti nel braccio di massima sicurezza. Scoprono che colui che ha reclutato Winters e ha orchestrato l'assassinio di Trenholm è Antonio Vargas, che avevano precedentemente arrestato e rinchiuso in carcere. Vargas rivela che le sue motivazioni sono vendetta contro l'FBI dopo che sua moglie e suo figlio sono stati assassinati e impiccati su un ponte in Messico. La squadra riesce a mettere all'angolo Winters, che prende un ostaggio prima di essere colpito. Racconta anche a Jubal delle scatole rimanenti.
- Guest star: Kathleen Munroe (Rina Trenholm), David Zayas (Antonio Vargas), Taylor Anthony Miller (Kelly Moran), Vedette Lim (Elise Taylor), James Chen (Ian Lim), Roshawn Franklin (agente Hobbs), Josh Breckenridge (ATF Rep Steve), Khalil Kain (Frank Castlewood), Adrian Alvarado (agente ATF Sanchez), Hamish Allan-Headley (Logan Winters), Nat Cassidy (McCain), Danny Gavigan (Rob Dolan), Ross Alden (Trustee Julien), Asra Arif (escort), Lindsey Bryce (escort), Yaron Urbas (avvocato), Aline Stokes (EMT), James Camacho (corriere).
- Ascolti USA: 8 310 000 telespettatori[18]
- Ascolti Italia: 1 012 000 telespettatori – share 4,50%[19]

## Adottato
- Titolo originale: Fostered
- Diretto da: Stephen Surjik
- Scritto da: Joe Webb e York Walker

### Trama
Tre ladri a mano armata rapinano una gioielleria. Durante la fuga, i tre uccidono Gus Hill, il proprietario del negozio e Melody Wilmont, una cliente a cui le era stata appena fatta la proposta di matrimonio. Tra la refurtiva vi sono falsi orologi che sono dispositivi GPS e quindi possono localizzarli. Uno di questi è indossato da un spacciatore. Sentito dall'FBI, rivela che un maschio bianco sui 35-40 anni ha scambiato l'orologio per delle dosi di droga e inoltre da la targa parziale della sua auto. Cosi possono fare irruzione presso un locale commerciale. L'FBI riesce a trovare una scatola con gli orologi falsi rubati in un negozio di pegni, dove il proprietario è stato ucciso. Le telecamere del traffico nelle vicinanze indicano un sedicenne di nome Jamal Carter come l'ultima persona che porta la scatola nel negozio. I sospetti dell'FBI si rivolgono ai suoi tre fratelli maggiori adottivi. Con il permesso dei servizi per l'infanzia, convincono Jamal ad indossare una videocamera e a recarsi a casa sua per far confessare a loro la rapina. La connessione si perde per nel momento clou, ma Bell e Wallace cercano di convincere Jamal a dire loro la verità su quello che è successo in quel frangente. Decidono di fare irruzione in quella casa perché riescono comunque a ottenere il mandato. L'FBI scopre una stanza segreta nella camera di Percy Jones, il padre adottivo, contenente armi di diverso tipo. Deducono che abbia addestrato e assistito i figli adottivi maggiori nelle rapine. Wallace trova nella spazzatura una distinta di versamento con cui individuano il nuovo obbiettivo dei ladri. Percy e i figli rapinano una banca e tengono i clienti in ostaggio poiché l'intervento dell'FBI lì costringe a cambiare piano. Dopo un negoziato fallito da parte di Wallace, i rapinatori usano le granate fumogene come diversivo per poter fuggire, ma Tyler e DeMarcus vengono catturati da Scola e Zidane fuori dalla banca mentre Percy e Kevin vengono arrestati dentro la banca da Wallace e Bell. Scola rivela a Bell che, la vigilia di Natale di sette anni fa, Wallace, quando era ancora agente di polizia, ha sparato al padre biologico di Jamal, motivo per cui si sente in colpa e tenta di tutto per salvare il ragazzo.
- Guest star: Taylor Anthony Miller (Kelly Moran), Vedette Lim (Elise Taylor), Roshawn Franklin (agente Hobbs), Natasha A. Murray (tecnico ERT), J. Paul Nicholas (detective NYPD Adams), Sagar Kiran (analista FBI (Roman Isco), Mark David Watson (capo SWAT Ryan), Dante Brown (Jamal Carter), Royce Johnson (Percy Jones), Luis Avila (Kevin Sanchez), Libya V. Pugh (Sheryl), Adinah Alexander (Letty Romo), Drew Schonenberger (Tyler), Jordan Floyd (DeMarcus), BJ Gruber (Jack), Xavier Scott Evans (ambulante), Alexandria Benford (Melody Wilmont), Anthony Coppola (Gus Hill), Anna Fikhman (ostaggio #1), Shauna Pinkett (ostaggio #2), Kevin Eccleston (agente Jim Logan), C.L. Simpson (Diane Vernon).
- Ascolti USA: 8 520 000 telespettatori[20]
- Ascolti Italia: 1 017 000 telespettatori – share 4,70%[21]

## Un dolore
- Titolo originale: Grief
- Diretto da: Matthew McLoota
- Scritto da: Keith Eisner

### Trama
Rina Trenholm muore e Jubal restituisce i suoi averi a sua madre, Nicole. In questo modo Jubal viene a conoscenza che Trenholm era felice a Newark ma è rimasta a New York per lui. L'FBI indaga sul recente rapimento della diciannovenne Angela Mullins e un commesso dice che un tizio l'ha caricata in macchina sulla Long Island e se ne è andato. Parlando con la madre scoprono che aveva una relazione con un uomo più grande, finita da poco. Rintracciano l'uomo che racconta di un troglodita con una vecchia Chevrolet color oro e fornisce una parte della targa. Rintracciano l'auto con a bordo una donna bionda. Quest'ultima scappa ma viene investita da un camion e muore, mentre l'auto fugge. La vittima viene identificata come Cassidy Drabeck, dichiarata scomparsa dal padre da quattro mesi. La ragazza lavorava come comparsa in un teatro e lì interrogano Beth Paige, la custode, che dice di non ricordare niente di particolare. Appeso a una bacheca trovano un volantino di Angela; questo collega i due casi. Jubal ottiene dal padre di Cassidy un video che mostra sia Beth che Doyle Buckler, pregiudicato per violenza. Fatta irruzione nell'appartamento di Beth, scoprono numerose foto delle due e questo evidenzia che Paige è complice di Doyle. Quest'ultima viene arrestata mentre pulisce un camper e si scopre che uno dei container lì vicino è stato il luogo di prigionia di Cassidy. Il motivo che spinge Buckler a rapire ragazze che condividono un aspetto simile è la fine del suo rapporto con Darcy Edmonds. Interrogata, racconta di come Buckler conoscesse tutto di lei prima ancora di averla incontrata. La squadra riesce a far parlare Beth ottenendo così il numero di telefono di Buckler, che viene quindi rintracciato e arrestato. Angela però è rinchiusa dentro il bagaglio di un'auto che l'FBI trova e salva la ragazza. Nell'ottenere giustizia per il padre di Cassidy Jubal ha un interesse personale causato dalla recente perdita che ha subito. Il padre di Cassidy è indignato perché ritiene che Buckler potrebbe essere incriminato in tempi lunghi e forse addirittura rilasciato. Dopo l'arresto e il ricovero in ospedale di Buckler, il padre di Cassidy vi si reca armato e prende in ostaggio una donna. Jubal riesce a convincerlo ad arrendersi facendo leva sull'opportunità di onorare il ricordo della figlia.
- Guest star: Taylor Anthony Miller (Kelly Moran), Vedette Lim (Elise Taylor), James Chen (Ian Lim), Thomas Philip O'Neill (M.E. Neil Mosbach), Graham Winton (Phillip Drabeck), Tenea Intriago (Beth Page), Kathleen Garrett (Nicole Trenholm), Ari Blinder (cameraman/Doyle Buckler), Jonathan Sale (Alex Bradshaw), Claire Hampsey (Darcy Edmonds), Megan Sikora (Valerie Mullins), Matt Dasilva (Manny Statler), Mellini Kantayya (Susan Blanchard), Sean-Michael Wilkinson (agente Bowen), John Solo (NYPD Rep. Tommy Vance), Abra Tabak (infermiera), Cassidy Thornton (ostaggio/Alice), Bill Timoney (Priest), Katie Claire McGrath (Angela Mullins), Maura Day (Cassidy Drabeck).
- Ascolti USA: 8 450 000 telespettatori[22]
- Ascolti Italia: 1 180 000 telespettatori– share 5,20%[23]

## Sotto pressione
- Titolo originale: Under Pressure
- Diretto da: Brenna Malloy
- Scritto da: Claire Demorest

### Trama
Maggie va sotto copertura in un bar dopo la denuncia fatta da Colin McConnell, un dipendente di un bar di proprietà di Dominic Lawson. Sospetta che alcuni dei suoi clienti insieme al suo capo Lawson complottino sull'uso di bombe in attacchi che in precedenza hanno ucciso un ispettore del NYPD. Il consigliere distrettuale, Doug Archer, viene ucciso in un altro attentato nel suo ufficio. Jubal e il resto della squadra rintracciano Brian Markham, il fattorino che ha fatto la consegna, e che ha precedenti per violenza sessuale oltre ad essere un senzatetto. Su di lui pende un mandato e per questo tenta di fuggire ma viene arrestato. Rivela che un altro uomo gli ha dato il pacco in cambio di 100 dollari. L'uomo viene identificato come Eric Park,uno degli estremisti che si incontrano al bar dove Maggie è sotto copertura. Nonostante il rifiuto di McConnell di indossare un microfono spia, Maggie decide di installare dispositivi di ascolto in una stanza privata del bar. Da essa capiscono che Luca Dukowski, soprannominato Il Duca, è implicato nella vicenda. Viene però ucciso in uno scontro a fuoco con l'FBI che scopre che stava costruendo delle bombe da mettere su un furgone Ford350. Omar avverte Maggie che i sospettati hanno scoperto dell'irruzione dal Duca e ora credono che ci sia una spia tra di loro. La situazione peggiora quando la microspia viene trovata e il gruppo di estremisti sospetta di McConnell. Mentre il loro leader Lawson si dirige verso la casa di McConnell per avvertirlo di scappare, Maggie e Omar si precipitano a fermarlo. Viene arrestato ma non collabora però gli sfugge qualcosa sulla sorella. McConnell racconta che è morta a causa dell'aggressione di un senzatetto. Cosi capiscono l'obbiettivo del gruppo estremista. Park e James Wright guidano il furgone verso un rifugio per senzatetto dove è stata uccisa la sorella di Lawson. L'FBI riesce ad arrestarli e Maggie porta il furgone su un molo isolato prima che esploda. Un infuriato McConnell accusa Maggie di aver messo intenzionalmente in pericolo lui e la sua famiglia e, per il bene della figlia, decide di trasferirsi nel New Hampshire.
- Guest star: Christopher Redman (Colin McConnell), Hunter Emery(Dominic Lawson), Rege Lewis (Eric Park), Don DiPetta (James Wright), Bob Jaffe (Brian Markham), Lea DiMarchi (Jen), Buzz Roddy (Clark), Leila J. Babson (autista Bus), Talia Thiesfield (NYPD Rep), Tom White (consigliere Doug Archer), Thamer Jendoubi (autorità portuale Rep Marcus), Alexis Rae Forlenza (Ava).
- Ascolti USA: 7 540 000 telespettatori[24]
- Ascolti Italia: 1 044 000 telespettatori – share 4,70%[25]

## Orgoglio e pregiudizio
- Titolo originale: Pride and Prejudice
- Diretto da: Alex Chapple
- Scritto da: Kristy Lowrey e Joe Halpin

### Trama
Omar tiene un discorso per le nuove reclute dell'FBI. È stato chiamato dal suo vecchio mentore nonché reclutatore Rashid Bashar. Omar interrompe il suo discorso poiché deve occuparsi di un caso.
Lo studente pakistano Kosey Khan, studente di ingegneria alla Columbia University, e suo fratello Amir, lavoratore nel campo della ristorazione e migrante irregolare, vengono aggrediti da uomini mascherati nel loro appartamento, lasciando il primo morto e il secondo con gravi ferite. Si scopre che i fratelli erano stati aggrediti presso la moschea da un uomo bianco. Il crimine era stato denunciato dall'imam Mustafa, vecchio amico di Omar. Ascoltato, l'imam si chiede perché l'FBI non ha indagato sulla sua denuncia. Grazie ad un video, l'FBI sospetta di James Tinker, un bidello che aveva continuamente tenuto sotto mira i Khan. Tinker si arma e si barrica nel suo appartamento perché non crede che siano dell'FBI. Arrestato, viene interrogato e ammette di aver controllato Kosey e di averlo affrontato poiché aveva rubato del materiale termoplastico per costruire qualcosa con la stampante 3D. Omar collabora con Rashid Bashar, l'agente speciale incaricato dell'antiterrorismo, per parlare con Mustafa. Bashar rivela che da due anni indagano l'imam e la moschea perché era frequentata da un terrorista. Nell'appartamento dei Khan, l'FBI scopre dal portatile di Kosey che aveva progettato e costruito delle pistole di plastica per qualcuno che l'aveva ingaggiato tramite un app di messaggistica. Tali armi possono superare i controlli dei metal detector. Interrogato in ospedale, Amir racconta di due uomini con barba folta e auto dorata incontrati presso la moschea. Omar e Maggie parlano con Mustafa che non li aiuta. Omar ottiene da Bashar dei video che mostrano i sospettati che stanno cercando. Bashar si spinge oltre i limiti visto che usa delle foto false del fratello di Mustafa per fargli pressione. Mustafa decide di dargli i nomi e di sporgere reclamo verso di lui. I sospettati sono identificati come cittadini ceceni, Tapa e Rasul Petrov, che cercano vendetta contro l'ex generale russo Dmitry Borchin per un massacro nel loro villaggio avvenuto nella guerra di Cecenia. Dopo averli localizzati, Maggie e Omar uccidono Tapa, mentre Rasul scappa. L'FBI si precipita al seminario di Borchin a Brighton Beach e Omar arresta Rasul mentre spara verso Borchin, che si salva. Castillo presenta il reclamo di Mustafa a Bashar e Omar, il primo lo respinge. Anche Omar, nonostante le perplessità, conferma la versione di Bashar.
- Guest star: Taylor Anthony Miller (Kelly Moran), Vedette Lim (Elise Taylor), Talia Thiesfield (NYPD Rep Maya), Natascia Diaz (detective NYPD Cantrell), Piter Marek (Rashid Bashar), Anthony E. Williams (capo SWAT), David Diaan (Imam Mustafa), Oliver Palmer (James Tinker), David Soltani (Amir Kahn), Kanwar Singh (Kosey Kahn), Yosef Kasnetzkov (Tapa Petrov), Aida Thomas (moderatore), Vadim Kroll (capo guardia del corpo), Mark Green (candidato), Madia Hill Scott (candidato), Robert S. Gregory (Dmitry Borchin), Zoltan Hodi (Rasul Petrov), Claire Jamison (foto doppia Maggie).
- Ascolti USA: 7 380 000 telespettatori[26]
- Ascolti Italia: 965 000 telespettatori – share 4,50%[27]

## Ambizione
- Titolo originale: Ambitious
- Diretto da: Jean de Segonzac
- Scritto da: Keith Eisner

### Trama
Una bomba esplode nell'edificio della Jamie's Foundation guidata dall'attivista anti-armi Ann Tasker. Quest'ultima viene interrogata e rivela che sua figlia Jamie è morta a causa di una sparatoria. Inoltre è stata minacciata dalla Gotham Freedom Front, un'associazione pro armi pagata dalla lobby sulle armi, in vista della votazione della legge che vieterebbe l'uso delle armi d'assalto L'FBI scopre che Gotham Freedom Front aveva incoraggiato la battaglia contro la Tasker. Viene ascoltato Paul Bogsen,il suo leader che non approva la violenza. Tuttavia, racconta di un certo David Moder, che definisce un cane sciolto che vuole la morte della Tasker. Rintracciano Moder in una manifestazione di protesta. Mentre fugge viene affrontato e arrestato da due agenti della polizia di New York che continuano a picchiarlo. Wallace segnala l'incidente agli Affari interni scrivendo un rapporto dettagliato sull'accaduto. Gli analisti degli FBI rintracciano un magazzino affittato da Moder a Hackensack. Maggie e Omar inviati sul posto con gli artificieri dell'FBI, scoprono un laboratorio di bombe con altre in circolazione. Visionano i video e da una targa scoprono che ha rubato una Ford con l'aiuto di uno sconosciuto. La Tasker rifiuta di essere messa sotto protezione. Moder racconta di un tizio soprannominato Wally che ha costruito le bombe. Jubal va sotto copertura in un locale dove Wally fa i suoi affari. Jubal riesce ad ottenere l'indirizzo di dove Wally si nasconde. Il suo vero nome è Walter Forrest che scappa quando Scola tenta di arrestarlo. Wally si nasconde da Tammy Estes. L'FBI fa irruzione ma Wally scappa. Omar riesce ad arrestarlo. Bashar dice a Omar che a Washington chiedono di non ammette l'aggressione perché non vogliono perdere l'appoggio del dipartimento di polizia di New York. Un'altra bomba esplode negli uffici vuoti del quotidiano The Sentinel, uccidendo due adolescenti e ferendone gravemente il terzo che avevano fatto irruzione nell'edificio. Wally, interrogato, ammette che è stato pagato in criptovaluta da un frequentatore della chat di GFF, il cui IP si rivela appartenere a Tasker. Fanno irruzione nel suo appartamento e Maggie trova l'indirizzo del quotidiano e diverse munizioni. Così si comprende che dietro tutto c'è la Tasker. L'FBI viene chiamata perché nella sede della GFF la Tasker ha preso in ostaggio Susan, l'assistente di Bogden. Maggie riesce a convincerla, indicando che le sue azioni sono l'opposto di ciò che voleva fare e così si arrende. Omar parla con gli affari interni e rimane fermo sulle dichiarazioni fatte da Wallace ovvero che Moder è stato aggredito durante l'arresto.
- Guest star: JoNell Kennedy (Ann Tasker), Martín Solá (capitano IAB Jerome Garibaldi), Bryan Kaplan (Walter Forrest), Burke Moses (Paul Bogdan), Christine Cartell (Tenente IAB Alice Valente), Kyle Klaus (David Moder), Cortney Gift (detective NYPD Chase), Gemma McIlhenny (Facility Manager), Vanessa McMahan (Tammy Estes), Bryan Reynoso (ragazzo sullo skate), Brey Howard (hipster), Calaine Schafer (Susan), Patrick Stoffer (agente Munson), Nick Denning (agente Rudolph), Claire Jamison (doppia foto Maggie), Nicolette Stephanie Templier (giovane donna), Francis Mancho (ragazzo minaccioso), Mariana Novak (bartender).
- Ascolti USA: 7 710 000 telespettatori[28]
- Ascolti Italia: 1 108 000 telespettatori – share 5,20%[29]

## Cicatrici
- Titolo originale: Scar Tissue
- Diretto da: Lisa Robinson
- Scritto da: Heather Michaels

### Trama
Violet Kent viene rapita in un bar, mentre chiedeva aiuto e la squadra dell'FBI viene chiamata ad indagare. Come primo sospettato viene individuato in Bobby Gannon. Arrestato presso una stazione di rifornimento, racconta di essere uscito con lei, di aver discusso con lei, di aver fatto una rissa con un uomo e di averle regalato un fitbit. Da tale aggeggio viene rintracciata in un magazzino e nel parcheggio viene rinvenuto il corpo di Violet e trovano anche un'impronta di scarpa. Il medico legale rivela che ha subito violenza, è stata strangolata e aveva le mani legate da un nodo d'ancorotto. Dalle indagini si scopre che altre quattro donne sono morte con lo stesso modus operandi in diverse città. La polizia di Miami aveva individuato un possibile sospettato in Dwight Maddux, un giornalista e scrittore discontinuo. Viene interrogato poiché era a Miami nello stesso bar di Carla Peres, una delle donne era stata vista. Rivela che era con un uomo latinoamericano che alloggiava nel suo stesso hotel. Tentano di aver un mandato per avere accesso alla lista dei nomi nell'hotel in quel giorno, ma viene respinto. Così Isobel va a chiedere al direttore del CMR, l'azienda proprietari a dell'hotel, di nome Robert che si rivela essere suo padre con il quale ha pessimi rapporti da quando se né è andato via da casa. In un primo momento non ottiene nulla. Le indagini portano ad un famoso atleta di arti marziali di nome Andres Silva che ha un notevole staff formato dal fratello Eduardo, Oscar Moreno alla sicurezza e Pedro Hollywood come chef. Grazie a Molly, assistente di Andres, mettono nel mirino Eduardo poiché rivela di aver preso un'auto a noleggio. Molly racconta che due sere fa l'aveva accompagnata al motel ed era rimasto lì fuori nel corridoio per ore. Dalla targa rintracciano Edoardo che ripulisce l'auto in cui trovano un pezzo del vestito di Violet. Viene arrestato e interrogato ma non parla. La squadra si intrufola nella stanza dell'hotel per fare dei riscontri. Li trovano una camicia sporca di sangue e Omar rischia di farli scoprire perché rompe un vaso. poi lo stallo si sblocca e ottiene la possibilità di visionare i video. Isobel torna dal padre Robert e ottiene la possibilità di visionare i video. Cosi l'FBI comprende che Andres è l'autore degli omicidi. Quest'ultimo crede che sia stata Molly ad indicarlo all'FBI. Così si reca da lei che alloggia in un motel in attesa di partire per la sua città natale. Sul luogo accorrono Wallace e Scola che trovano Molly morta e Andres che scappa. Isobel tenta di far parlare Eduardo che si rifiuta nuovamente. Rintracciano Andres, grazie al telefono, in un aeroporto privato. Qui s'innesca una lotta tra lui e Omar che è sopraffatto. Viene ucciso da colpi di pistola sparati da Maggie dopo che tenta di uccidere Omar con la sua stessa arma. Isobel e Robert tentano una riconciliazione partendo da una cena in un ristorante italiano.
- Guest star: Nestor Serrano (Robert), Samuel María Gomez (Eduardo Silva), Damien Diaz (Andrés Silva), Winslow Bright (Molly), Gisela Adisa (Lisa Jones), Anne Windsland (donna/Violet Kent), Corey Mach (Dwight Maddux), Ramon Frazier (Bobby Gannon), Michelle Mazza (ufficiale Navarro), Pedro Hollywood (Oscar Moreno), Travon McCall (avvocato), Claire Jamison (Maggie #2).
- Ascolti USA: 8 030 000 telespettatori[30]
- Ascolti Italia: 1 164 000 telespettatori – share 6,00%[31]

## Vittime del sistema
- Titolo originale: Protective Details
- Diretto da: Alex Zakrzewski
- Scritto da: Joe Webb

### Trama
L'ICE e la DEA giocano la loro annuale partita di hockey. Tutto si complica e si trasforma in devastazione quando l'agente ICE Mike Mulder impegnato a parlare con il membro del congresso Curtis Grange viene colpito e ucciso. La squadra dell'FBI è chiamata ad indagare. Omar e Tiffany trovano un bossolo nell'edificio che il cecchino ha usato. L'analisi dice che il proiettile è un .338 Lapua wildcat così trovano l'armaiolo che ha fatto le modifiche ovvero Jim Weaver. Scola e Maggie lo interrogano e lui gli da lo schedario dei suoi clienti. Il primo sospettato è Brad Baker, avvocato ed ex magistrato militare. Tiffany e Omar tentano di arrestarlo ma lui scappa su una moto Triumph. Ispezionano il suo ufficio e trovano un fucile MRAD e una pistola. Dalle telecamere del traffico e dal catasto individuano un magazzino di proprietà del padre di Baker. Arrestato viene interrogato ma vuole un avvocato. Grange pubblica il video della sparatoria a modo di spot elettorale. Dall'ascolto il rumore dei proiettili non collima con l'arma di Baker. Nel frattempo un'altra sparatoria uccide un giudice dell'immigrazione. Quindi Baker è scagionato. Il giudice era Teresa Alvarez. Sul luogo recuperano altri bossoli uguali a quelli già trovati. Tiffany e Omar interrogano Vincent, assistente del giudice. Racconta di alcune minacce e del fatto che di solito non frequentano quel Tribunale. Inoltre consegna il portatile di Alvarez. In esso v'è un virus di tracciamento. Il nuovo sospettato è Oscar Rodriguez, i cui genitori sono stati rimpatriati in San Salvador e poco dopo sono stati uccisi dalla polizia. Oscar e un amico di Baker. Fanno irruzione nell'appartamento di Oscar e scoprono delle lettere in cui sembra chiaro che tra i due ci fosse qualcosa in più dell'amicizia. Interrogato, Baker racconta che Mulder aveva arrestato e rimpatriato i genitori di Oscar. La Alvarez lì aveva condannati a ritornare al loro paese. Racconta anche che Oscar gli ha preso un fucile. Dal portatile di Oscar trovano che il prossimo obbiettivo è il deputato Grange. Tiffany e Omar tentano di avvertirlo ma viene colpito. Grange è ferito superficialmente e vuole tenere una raccolta fondi per la sua campagna elettorale. Isobel chiama Washington per fermare la raccolta che non viene annullata. Omar e Grange hanno una discussione in cui il deputato rivela che sua moglie è morta perché uccisa da un immigrato illegale. Alla raccolta fondi, Oscar spara al deputato che è gravemente ferito. Scola individua Oscar che scappa e prende in ostaggio Elena Ramirez, una ragazza dell'Honduras, e si trincera in un negozio di lavatrici. Tiffany negozia con Oscar con l'aiuto di Baker. Lui non si arrende e Omar è costretto ad ucciderlo. Il deputato Grange muore e Omar va a trovare il figlio Ethan e gli consegna la domanda per entrare nell'FBI fra sette anni.
- Guest star: Brett Cullen (Curtis Grange), Lee Aaron Rosen (Brad Baker), Bobby Roman (Oscar Rodriguez), Roberto Morean (Ethan Grange), Mark Jacobson (Vince), Jeff Leaf (Jim Weaver), Carla R. Stewart (detective NYPD Brandy Rivers), Frank Rivers (detective Hercules Jackson), Paul Chirico (Mike Mulder), Patrick Cann (Art Dixon), Rocky Perez (assistente), Jozsef Pinter (avvocato), Sofia Riba (Elena Ramirez), Laura Poe (sorella di Grange), Matt Dallal (capo della troupe cinematografica), Claire Jamison (Maggie #2).
- Ascolti USA: 7 580 000 telespettatori[32]
- Ascolti Italia: 921 000 telespettatori – share 4,70%[33]

## La storia di una notte
- Titolo originale: One Night Stand
- Diretto da: Alex Chapple
- Scritto da: Rick Eid e Joe Halpin

### Trama
Gli studenti universitari Julia Miller e John Kraus vengono uccisi. La donna viene sventrata mentre l'uomo muore con un colpo di pistola alla testa. Erano appena tornati da Cancun, Messico. Omar e Maggie interrogano la madre di Julia che non sapeva del viaggio. Scola e Tiffany sanno dal medico legale che la ragazza ha ingerito involucri di droga. I due ragazzi lavoravano come corrieri per qualche spacciatore. Il primo sospettato è Benny Gomez. Scola e Tiffany tentano di catturarlo presso il suo appartamento ma scappa. Benny ha rubato una Toyota lì vicino e tentano di rintracciarlo con il GPS dell'auto. Tiffany e Scola arrestano Benny e una donna che si rivela essere Nina Chase, un agente sotto copertura. Scola e Nina si conoscono visto che hanno avuto un'avventura di una notte. I due interrogano Benny, informatore di Nina, che rivela di aver accompagnato i due ragazzi morti in auto. Quando la ragazza si è sentita male, ha suggerito di fare una passeggiata al parco e dopo averli lasciati lì se ne è andato. Ha informato il proprietario della droga ovvero Octavio Lopez. Benny viene usato per carpire informazioni a Octavio. Infatti indossa un microfono e lo incontra a casa di Octavio. La cosa non funziona e Nina preleva dei mozziconi di sigaretta dalla spazzatura per fare un confronto di Dna. L'esito non combacia. Benny riesce ad ottenere un incontro tra Nina e Octavio. Presso un locale, si incontrano e Nina trova un accordo per fare affari e per incontrare Hector "El Perro" Garcia, un narcotrafficante di alto livello. Isobel e Jubal, mentre ascoltano la conversazione, capiscono che Octavio non fuma, quindi le sigarette non erano le sue. Per fortuna lui ha bevuto un drink e così Scola può recuperare il bicchiere da usare per il confronto del Dna. L'incontro tra Nina ed "El Perro" si farà in un parco nel Queens. Benny è costretto a passare a casa di Octavio perché c'è un cambio di programma. Infatti, Nina e Benny incontrano nuovamente Octavio che vuole vedere i soldi e fotografa Nina poiché ha ricevuto l'ordine da "El Perro", inoltre le dà il nuovo indirizzo per l'incontro. Isobel non si fida di Octavio e dà l'ordine di arrestarlo, visto che hanno ricevuto l'esito del Dna che stavolta combacia. Scola arresta Octavio per omicidio e mentre lo interroga insieme a Tiffany, questi rivela di poterli aiutare ad incastrare "El Perro", visto che sa persino dove ha nascosto i corpi delle persone che ha fatto uccidere, e aggiunge che Nina è in pericolo poiché non hanno mai avuto intenzione di fare affari. Infatti, vogliono derubarla. Scola e Tiffany si recano sul luogo dell'incontro tra Nina, Benny e "El Perro". Qui arrivano due killer che vogliono ucciderli. Ne nasce una sparatoria dove Benny viene colpito ma se la cava e i criminali vengono uccisi. Scola offre una cena a Nina.
- Guest star: Shantel VanSanten (Nina Chase), Danny Garcia (Benny Gomez), E. Ambriz DeColosio (Octavio Lopez), Monica McCarthy (Beth Miller), Jose Eduardo Ramos (avvocato), Alexa Shae Niziak (Julia Miller), Daniel Lopez (John Kraus), Hans Marrero (Hector "El Perro" Garcia), Tracey Conyer Lee (detective Ross), G-Rod (Marquez).
- Ascolti USA: 7 390 000 telespettatori[34]
- Ascolti Italia: 1 087 000 telespettatori – share 6,40%[35]

## Niente paura!
- Titolo originale: Fear Nothing
- Diretto da: Jon Cassar
- Scritto da: Rick Eid e Joe Halpin

### Trama
L'omicidio di una guardia di sicurezza conduce gli agenti dell'FBI a due uomini siriani in possesso di gas nervino, un composto estremamente tossico inodore e incolore utilizzato come arma chimica (bandita però da anni), i cui effetti sul corpo umano sono terribili. I due covano vendetta contro gli Stati Uniti per aver perso i propri cari in un attacco missilistico a Damasco per mano dell'America, quindi intendono compiere un attentato proprio a New York. Tiffany e Scola rintracciano uno degli uomini, Nassar Ali, ma sono costretti a ucciderlo quando resiste all'arresto; Omar e Maggie si recano ad un laboratorio di biochimica abbandonato dove si trova l'altro, Hakeen Abbas, che ha il sarin. Per controllarlo in tutta la superficie, si dividono: Maggie individua Abbas e tenta di farlo arrendere spiegandogli che uccidere degli innocenti non riporterà indietro i suoi figli, ma lui tira fuori una pistola, allora lei risponde al fuoco uccidendolo; tuttavia, una bomboletta di gas scivola e cade sul pavimento aprendosi e facendo fuoriuscire la sostanza prima che Maggie riesca ad afferrarla. La porta del laboratorio si chiude automaticamente, sigillando la stanza, perciò l'Agente chiede aiuto a Omar, che arriva ma non è in grado di riaprirla. Mentre la partner si accascia al suolo avendo inalato il gas nervino, la Sala Operativa assiste con il fiato sospeso; guidato a voce da una dottoressa, Omar riesce infine a sfondare la porta e a portare fuori Maggie, per poi iniettarle l'antidoto. In ospedale, Jubal lo informa che l'esposizione della collega è stata significativa (a differenza della sua, lieve) ma che i medici sono fiduciosi in una ripresa completa, anche se dovrà stare ricoverata per un po'; Omar va da lei pregandola di riprendersi il prima possibile.
- Guest star: Sipiwe Moyo (Angie Hamilton), Arash Mokhtar (Hakeen Abbas), Mostafa Elmorsy (Nassar Ali), Gamze Ceylan (Zara Abbas), Mariette Booth (Dr. Hollander), Gabriel Lawrence (Tom Hamilton), Eliza Ramos (detective NYPD Lilly Sherman), Carmen Lamar Gonzalez (artificiere Carla Flores), Michael Lopez (tenente NYPD Miller), Davon Williams (poliziotto NYPD).
- Nota. L'espediente del ricovero di Maggie in ospedale è stato creato per consentire all'attrice Missy Pregrym di restare in congedo maternità, essendo incinta del secondo figlio (una femmina nata poi a giugno 2022); tornerà regolarmente dall'episodio 7 della stagione successiva. In sua assenza, Omar sarà affiancato da Nina Chase (interpretata da Shantel VanSanten).
- Ascolti USA: 7 510 000 telespettatori[36]
- Ascolti Italia: 795 000 telespettatori – share 4,00%[37]

## Giù la maschera
- Titolo originale: Face Off
- Diretto da: Jackeline Tejada
- Scritto da: Claire Demorest e York Walker

### Trama
L'Assistente del Vice Direttore rimprovera Isobel per l'esito del caso precedente, durante il quale Maggie e Omar sono entrati nel magazzino senza rinforzi e Maggie è stata esposta al gas sarin, informando Isobel che a quest'ultima serviranno mesi di fisioterapia per riprendersi e che, su richiesta del Direttore, dovrebbe "rallentare" la propria impulsività. Gli agenti accolgono nuovamente Nina Chase (la "Special Guest Star" Shantel VanSanten, apparsa per la prima volta nell'episodio 17), che affiancherà Omar temporaneamente fino al ritorno di Maggie (che è ancora in ospedale ma fortunatamente si è svegliata). Maria Blake, conduttrice di uno show mattutino di successo, viene brutalmente assassinata in casa propria, nel sonno; anche la moglie Olivia viene aggredita ma sopravvive, e la figlia di Maria, Brooke di dieci anni, assiste all'omicidio nascosta in un armadio (il killer decide di risparmiarla). Emergono altri due delitti con stesse modalità e stesso tipo di vittima (intrusione notturna nelle ville, donne tra i 30 e i 40 in posizioni di successo) avvenuti nell'Upper West Side, perciò si conclude che si tratta di un serial killer, e dall'Unità di Analisi Comportamentale di Quantico arriva un profiler, Deon Marshall, ad assistere l'indagine. Dopo un quarto omicidio, Isobel indice una conferenza stampa in cui mostra l'immagine, sgranata, del volto dell'assassino ricavata dai video di sorveglianza delle Blake, che sembra coincidere con la descrizione data dalla piccola Brooke secondo la quale è afroamericano, malgrado i dubbi di Marshall. Frammenti di vetro colorato rinvenuti sull'ultima scena del crimine conducono al "santuario" del killer (una chiesa inagibile), dove Tiffany trova maschere di silicone (quindi non ha la pelle nera, è la maschera che lo fa sembrare) e i gioielli delle vittime (che ha conservato come "trofei"), mentre Nina rinviene un taccuino con appunti dettagliati sulle donne, i loro orari, percorsi e indirizzi, scoprendone uno nuovo che si rivela essere quello di Isobel (l'assassino infatti ha visto la conferenza e, dato che lei corrisponde al suo "tipo", l'ha presa di mira). Lui penetra nell'appartamento ma lei è pronta avendolo visto dalle telecamere, e lo sorprende alle spalle; lottano per un po' e poi lui fugge, non prima che Isobel riesca a intravederne il colore della pelle, bianca. Lei si incolpa per aver detto alle donne di New York di "stare in guardia" da un uomo nero invece che bianco, capendo che il profiler aveva ragione (per gli assassini neri di solito il movente è razziale). Dopo aver individuato un ristorante di lusso in cui mangiavano spesso le tre vittime dell'Upper West Side, il colpevole si rivela essere l'ex marito di Maria Blake, David Owen, e il matrimonio di Maria con Olivia il "fattore scatenante" della sua "furia omicida"; completamente fuori di sé, egli rapisce la figlia da scuola e si barrica nella casa della famiglia dell'ex a Bear Mountain Ridge, sparando e sfruttandola come "scudo umano" per non far avvicinare gli agenti. Isobel, credendo che Owen potrebbe avere un "crollo" e uccidere anche Brooke per poi suicidarsi, ordina loro di irrompere (anche se Marshall la considera una decisione avventata e impulsiva, lei afferma che non ha intenzione di assistere alla morte anche di una bambina, e che correrà il rischio). Insieme alla SWAT, essi entrano dal retro (avevano in precedenza inserito una telecamera nascosta per guardare all'interno), Omar comincia a parlargli per calmarlo e farlo arrendere, dando il tempo a Scola e Nina di fare il giro e sorprenderlo alle spalle, accerchiandolo e arrestandolo, oltre che portando al sicuro Brooke. Chiusa l'indagine, Isobel si scusa con Marshall per le loro divergenze, ma non rinnega il proprio modo di "fare leadership" (essendosi distinta per essere una tra le prime dieci agenti donne all'FBI).
- Special Guest star: Shantel VanSanten (Nina Chase).
- Guest star: Joe Tuttle (Deon Marshall), Patrick Mulvey (David Owen), Ellen Adair (Olivia Blake), Casey Hilton (Brooke Owen), Leon Andrew Joseph (Jeremiah Carver), Jonima Diaby (detective NYPD Washington), Elena Urdaneta (insegnante), Bonnie Rose (principale), Scott Zimmerman (Tom), Jesse O'Neill (capo SWAT Ryan), Shina Ann Morris (Maria Blake), Brandon Castillo (agente), Chance Kelly (ADIC Hawkins).
- Ascolti USA: 7 560 000 telespettatori[38]
- Ascolti Italia: 810 000 telespettatori – share 4,10% [39]

## Fantasmi
- Titolo originale: Ghost from the Past
- Diretto da: Heather Cappiello
- Scritto da: Rick Eid e Joe Halpin

### Trama
L'Agente della Sicurezza Trasporti (TSA) Cher Wilkins viene uccisa in un'area industriale da due colpi alla schiena. Tiffany e Scola si recano a parlare con il suo supervisore, Bill Reynolds, il quale riferisce loro di sospettare che la sottoposta fosse "implicata" nel contrabbando ("sfruttando" l'incarico per far entrare droga in città), dato che era al verde ma pochi giorni prima era arrivata al lavoro su un'auto nuova fiammante, e sicuramente non pagata con il proprio stipendio. Omar e Nina vanno al ristorante mediterraneo che la vittima aveva frequentato poco prima di morire, dove ad Omar sembra di riconoscere un terrorista a cui aveva dato la caccia in Afghanistan, ma nessuno dei colleghi gli crede perché questo, Tamir Hazara, risulta morto da tre anni; lui è convinto di ciò che ha visto e contatta un amico dell'Intelligence per averne l'autenticità. Si scopre che la vittima era sul "libro paga" del proprietario del ristorante, Jem Polat, turco, perciò chiedono a Jorge Cissneros, un ragazzo che contrabbanda droga per lui attraverso l'aeroporto, di indossare un microfono e fargli ammettere l'omicidio. Durante la conversazione, Polat non confessa pienamente e nemmeno nega, ma lascia intuire di avere un "socio", che Omar ritiene sia Tamir; il secondo pacco trasportato da Jorge rivela contenere non eroina, bensì una bomba (esattamente del tipo che utilizzava il terrorista) con il detonatore che si sarebbe attivato ad una certa altitudine, dunque l'intenzione era di far esplodere un aereo. Si scopre inoltre che Polat è di origine afghana, e che il nome è un alias. Omar fa esaminare a Ian i filmati di sorveglianza del ristorante e identifica con certezza Tamir, confermando che è il "socio". Scola va all'aeroporto al posto di Jorge e individua il nuovo agente che lavora per Polat, ovvero Reynolds, il supervisore della Wilkins, che spiega che Tamir ha rapito la moglie e il figlio. La squadra rintraccia la sua posizione in un'area abbandonata e circonda l'edificio; Omar, sapendo che il terrorista ha sempre una "via di fuga", entra con Nina nel sistema fognario. Mentre quest'ultima salva gli ostaggi, lui lotta contro Hazara finendo per ucciderlo. Alla fine, decide di seguire il consiglio della collega e vedere un terapista, dato che l'ultimo periodo è stato stressante (tra l'esposizione al gas sarin e il decimo anniversario della morte di un commilitone).
- Special Guest star: Shantel VanSanten (Nina Chase)
- Guest star: Anthony Azizi (Jem Polat), Michael Rivera (Jorge Cissneros), Patrick Noonan (Bill Reynolds), Fawad Siddiqui (Tamir Hazara), Cameron Adams (Cher Wilkins), Mike Keller (Detective Steve Torino), Jack O'Neill (terapista), Mike Pu (uomo in strada), Ruth Sullivan (moglie di Reynolds), AJ Kane (figlio di Reynolds).
- Ascolti USA: 7 160 000 telespettatori[40]
- Ascolti Italia: 776 000 telespettatori – share 4,00% [41]

## Kayla
- Titolo originale: Kayla
- Diretto da: Alex Zakrzewski
- Scritto da: Keith Eisner e Joe Webb

### Trama
L'Agente della DEA in pensione Thomas Webber viene freddato in stile esecuzione fuori da una panetteria. Egli lavorava come guardia di sicurezza in un nightclub, e una sera aveva avuto un alterco con un uomo che si era presentato urlandogli contro perché credeva che la sua ragazza, una delle ballerine, lo stesse tradendo con lui, ma poi viene escluso dalla lista dei sospettati. A seguito di un secondo omicidio, del custode di una chiesa, sempre compiuto da un uomo mascherato con una calibro .45 Winchester, la squadra cerca un collegamento tra le vittime, scoprendo che entrambe avrebbero dovuto testimoniare, di lì a un mese, in un importante processo contro lo spietato cartello della droga "LS-19", gestito da Callum Brewster. Per incriminarlo, però, hanno bisogno di "clonare" il suo cellulare, e Tiffany propone a Isobel di "sfruttare" una delle cameriere del ristorante di Brewster, Kayla Marsh, per prenderlo. Quest'ultima ha ventidue anni, studia da infermiera, è stata arrestata per possesso di oppioidi e mandata in un centro di riabilitazione; Tiffany e Nina le assicurano che se lei aiuterà loro, loro non la rimanderanno in prigione per le pillole di ossicodone che ha acquistato, ma lei inizialmente rifiuta avendo paura del suo capo. I modi più "gentili" di Nina rispetto a quelli della collega la convincono e lei esegue il "compito", prendendo il cellulare affinché Omar possa collegarlo al dispositivo di "clonazione" e "copiare" i registri di chiamate e messaggi, i quali confermano che è lui l'assassino, oltre ai risultati della balistica sulla sua pistola. Tuttavia, quando lo raggiungono per arrestarlo lo trovano morto (stesso calibro dei due precedenti omicidi). Nonostante la promessa fatta a Kayla di non coinvolgerla più e la contrarietà di Nina (che mostra di "tenere" più alla sicurezza dell'informatrice che a risolvere il caso, secondo Tiffany, la quale invece è determinata a prendere il colpevole poiché conosceva Webber, avendoci lavorato per tre anni in una task force), Tiffany (con l'approvazione di Isobel) decide di chiederle nuovamente collaborazione una volta stabilito che il vero killer è il suo ragazzo, Trey Cooper; Kayla non crede alle affermazioni delle due agenti su di lui (ovvero che è un criminale) e non vuole aiutarle, ma Tiffany le prospetta nuovamente la prigione (e così non potrebbe più studiare). La ragazza, indossando una collana con una microcamera nel ciondolo e un auricolare per restare in contatto, entra nella casa dove convive con Trey e con una scusa riesce a portare fuori la pistola che lui possiede, che si rivela essere l'effettiva arma dei delitti; improvvisamente lui diventa sospettoso e fugge con soldi e altre armi, dandole appuntamento ad un eliporto. Nina deduce che ha intenzione di uccidere Kayla per averlo "venduto" all'FBI, si precipitano lì, Trey la prende in ostaggio minacciando di ucciderla prima di essere ucciso a propria volta da Tiffany. Kayla viene arrestata per favoreggiamento (dato che stava per scappare con lui) ed esprime il proprio risentimento per essere stata "usata" dalle agenti, perché altrimenti avrebbe ancora un lavoro e un futuro. Durante il caso, tra Tiffany e Nina emergono delle divergenze sia per i differenti "approcci" sia in quanto la prima vede l'altra come una "privilegiata", anche perché la sente parlare di un fondo fiduciario: alla fine dell'episodio, Nina spiega che l'orologio di lusso che ha al polso se l'è comprato come regalo quando si è diplomata a Quantico, che è cresciuta in un parcheggio per roulotte di Houston e che il fondo fiduciario non è il suo bensì quello della figlia di un suo informatore rimasto ucciso, alla quale lei manda del denaro ogni mese per il college; Tiffany si scusa per aver tratto "conclusioni sbagliate" e racconta di quando era da poco entrata nell'FBI ed era la più giovane, l'unica donna e di colore, e l'Agente Webber l'ha presa "sotto la sua ala" facendo in modo che nessuno la trattasse con inferiorità, e ciò è stato per lei molto importante.
- Special Guest star: Shantel VanSanten (Nina Chase).
- Ascolti USA: 7 150 000 telespettatori[42]
- Ascolti Italia: 804 000 telespettatori – share 4,50%[43]